# Furcula borealis
Furcula borealis là một loài bướm đêm trong họ Notodontidae. Loài này được tìm thấy từ New Hampshire đến Texas và Florida, cũng như ở Colorado và South Dakota.
Sải cánh dài 31–42 mm. Con trưởng thành bay từ tháng 4 đến tháng 8. Ấu trùng ăn các loài Prunus avium, Salix và Populus.
Loài đã được coi là một phân loài của Furcula bicuspis, nhưng đã được nâng thành loài.